# Грабко, Виктор Олегович
Виктор Олегович Грабко (род. 28 февраля 2000, Атырау) — казахстанский футболист, нападающий клуба «SD Family».

## Клубная карьера
Футбольную карьеру начинал в 2017 году. 4 апреля 2021 года в матче против клуба «Актобе» дебютировал в казахстанской Премьер-лиге (1:3).

## Достижения
«Атырау»
- Победитель первой лиги: 2020

## Клубная статистика
| Игровая карьера | Игровая карьера | Игровая карьера | Лига | Лига | Кубок | Кубок | Межд. | Межд. | Др. | Др. |
| --------------- | --------------- | --------------- | ---- | ---- | ----- | ----- | ----- | ----- | --- | --- |
| 2017            | Атырау М        | В               | 7    | 0    | —     | —     | —     | —     | —   | —   |
| 2018            | Атырау М        | В               | 31   | 0    | —     | —     | —     | —     | —   | —   |
| 2019            | Атырау М        | В               | 30   | 10   | —     | —     | —     | —     | —   | —   |
| 2020            | Атырау          | Б               | 1    | 0    | —     | —     | —     | —     | —   | —   |
| 2020            | Атырау М        | В               | 1    | 0    | —     | —     | —     | —     | —   | —   |
| 2021            | Атырау          | А               | 3    | 0    | —     | —     | —     | —     | —   | —   |
| 2021            | Атырау М        | В               | 9    | 6    | —     | —     | —     | —     | —   | —   |
| 2021            | Мактаарал       | Б               | 10   | 2    | 2     | 0     | —     | —     | —   | —   |
| 2022            | Атырау          | А               | —    | —    | —     | —     | —     | —     | —   | —   |
| 2022            | Яссы            | Б               | 7    | 1    | 1     | 0     | —     | —     | —   | —   |